# Сцифоїдні
Сцифо́їдні медузи або сцифомедузи (Scyphozoa) — клас тварин, що найбільшою мірою відповідають загальному уявленню про медуз. Належить до типу Кнідарій.
Сцифоїдні медузи населяють всі океани та майже всі моря світу і можуть жити у широкому діапазоні солоності та температури. Більшість з них мешкає в мілких прибережних водах, але кілька видів населяють глибини до 4600 метрів. В північних приполярних широтах великі скупчення медуз довжиною в кілька кілометрів подеколи унеможливлюють рибальство шляхом забивання рибальських сіток.
Розміри медуз варіюють від дванадцяти міліметрів до більш ніж двох метрів в поперечнику. Найбільшою сцифоїдною медузою (а також найбільшим неколоніальним кишковопорожнинним взагалі) є Cyanea capillata. Найбільша виміряна особина мала купол завширшки 2,3 метри та щупальця завдовжки майже 40 метрів.
Сцифоїдні медузи, як і всі медузи загалом, не мають твердого скелету, органів дихання та виділення. В їхньому життєвому циклі чергуються фази сидячого поліпа та вільно плаваючої медузи, хоча в цьому класі медузоїдна стадія майже завжди домінує.

## Анатомія та фізіологія

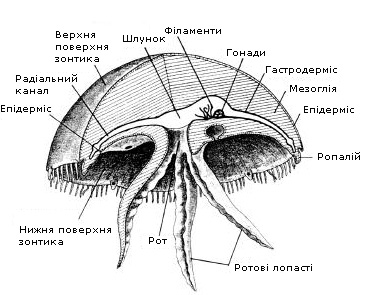
Сцифоїдна медуза. Вертикальний розріз.

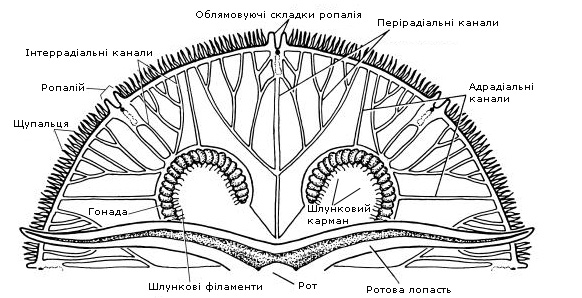
Сцифоїдна медуза. Горизонтальний розріз.

Зазвичай сцифоїдні мають чотирипроменеву симетрію. Їх тіло складається з двох досить тонких шарів клітин — зовнішнього (ектодерми) та внутрішнього (ентодерми), проміжок між якими заповнений драглистою субстанцією, що називається мезоглея. Мезоглея в сцифоїдних вельми товста і має консистенцію желе — завдяки цьому медузи отримали свою англійську назву «jellyfish» — «желейна риба». Медузи мають просту травну (кишкову) порожнину, або коелентерон, що виконує одночасно функції стравоходу, шлунку та кишківника, з єдиним отвором, який водночас є ротовим та анальним. Від коелентерону відходять радіальні канали, які поділяються на перирадіальні (відходять безпосередньо від коелентерону, доходять до району розташування ропаліїв), інтеррадіальні (відходять від кишень коелентерону, доходять до району розташування ропаліїв) та адрадіальні (відходять від кишень коелентерону, не доходять до ропаліїв).
Рот сцифоїдних медуз знаходиться на кінці циліндра різної довжини, що називається манубріум, і облямований лопатями, кількість яких варіює від чотирьох до восьми; їхньою основною функцією є передача здобичі до ротового отвору. У медуз ряду Rhizostomeae (наприклад, у коренерота) рот розділений на багато вторинних ротових отворів, що відкриваються на ротових лопатях. Край купола медуз, як правило, облямований щупальцями, основною функцією яких є ловля дрібної здобичі. Форма та забарвлення медуз можуть бути дуже різними, але загалом вони мають форму дзвона; близько 97 % відсотків маси їхнього тіла складає вода, тому їхнє тіло є напів- або майже прозорим. Також через це всі медузи можуть легко зазнавати механічних ушкоджень.
Більшість сцифоїдних здатні до активного плавання завдяки м'язовим скороченням волокон, що лежать в мезоглії. Нервова система є сіткоподібною за винятком ряду Coronatae, у якого, як і в класі Кубомедузи, наявне навколоротове нервове кільце. Контроль за пульсацією дзвона під час руху сконцентрований в групах нейронів, що лежать біля краю тіла.

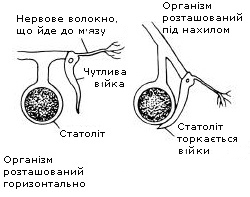
Будова ропалію Сцифоїдних

Чутливість до зовнішніх подразників забезпечується рецепторами, які можуть розрізняти світло, запахи та механічні подразники, і нервовою системою, яка передає сигнали та координує реакцію організму. Також сцифоїдні медузи мають специфічні органи рівноваги, що називаються ропалії. Ропалії мають приблизно грушкувату форму, і складаються зі статоциста, детектора механічного подразнення, що називається чутливою війкою, та нервового волокна, що від неї відходить. Ропалії розташовані по краю купола. При похиленні тварини в бік розташування ропалію статоцист натискає на чутливу війку, яка, в свою чергу, викликає нервовий електричний імпульс у приєднаному до неї нейроні. Завдяки додатковому збудженню, що виникає в даній області нервової системи, скорочення цієї частини куполп посилюється, і медуза відновляє рівновагу.
Органи зору медуз представлені досить примітивними очима; також деякі види медуз мають спеціалізовані органи чутливості до дотику, що називаються сенсорними складками.

## Життєвий цикл

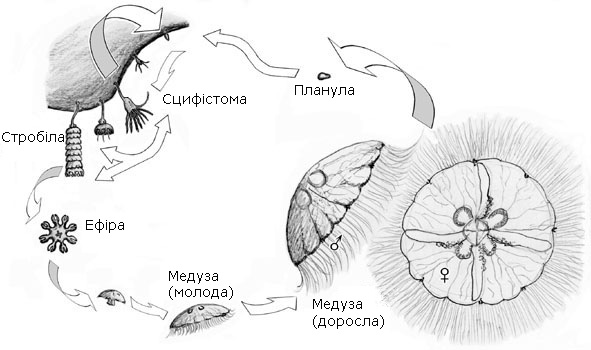
Життєвий цикл сцифоїдних на прикладі медузи Aurelia aurita

Життєвий цикл тварин класу Сцифоїдні вельми специфічний. У них чергуються медузоїдне та поліпоїдне покоління, на яких вони розмножуються статевим та безстатевим шляхом відповідно. Типовий для сцифоїдних життєвий цикл показано на малюнку праворуч. Всього він включає п'ять стадій: яйце, планула, поліп, ефіра та медуза. Стадія медузи в цьому класі є домінантною; поліпи малопомітні і маловідомі через свій маленький розмір і сидячий спосіб життя. Поліп сцифоїдних називається сцифістома.
Більшість медуз роздільностатеві, хоча є і гермафродити. Репродуктивні органи (гонади) розвиваються на вистилці кишкової порожнини.
При проходженні статевого процесу чоловіча особина випускає сперму через рот у воду. Сперматозоїди активно плавають, і, якщо попадають в рот жіночої особини, добираються до яйцеклітин; при цьому відбувається запліднення. Початкові ембріональні стадії розвитку проходять або всередині кишкової порожнини материнського організму, або у спеціальних виводкових сумках, розташованих на облямовуючих рот ротових лопастях. Невелика плаваюча личинка (планула) покидає кишкову порожнину або виводкові сумки материнського організму та іде у вільне плавання. Планула прикріплюється до дна, віддаючи перевагу затіненим ділянкам, і розвивається в поліп.
Поліп дуже схожий за формою на класичних сидячих кишковопорожнинних (наприклад, актиній), що прикріплюються до субстрату присоскою і ловлять здобич направленим вгору вінчиком щупалець. Поліпи деяких видів можуть розмножуватись вегетативно, утворюючи клон — сукупність генетично однакових особин. Поліп може жити кілька років, продукуючи клонових нащадків шляхом брунькування, але врешті-решт починається стробіляція — відбруньковування від нього ефір (молодих медуз). Це безстатеве розмноження. На початку стробіляції на тілі поліпа виникають поперечні перетяжки, що поступово поглиблюються, і врешті-решт верхня частина поліпа перетворюється на стовпчик з декількох ефір, складених як стовпчик блюдець. Далі вони відриваються та поступово перетворюються на дорослих медуз.
Коли ефіра тільки відривається від поліпу, її дзвон має форму зірки з вісьмома або більшою кількістю променів. У міру того, як ефіра росте, ці промені зростаються, і поступово організм набуває форми дорослої медузи. Доросла медуза може жити від трьох до шести місяців.
Деякі сцифоїдні (роди Pelagia, Atolla та Peryphilla) не мають поліпоїдної стадії: із зиготи розвивається одразу молода медузоїдна форма. В родах Chrysaora та Cyanea личинка утримується на материнському організмі в цистах. В глибоководному роді Stygiomedusa цисти є високоспеціалізованими і сцифістома розвивається в шлункових виводкових камерах.

## Рух
Дорослі сцифоїдні медузи дрейфують з течією, але деякою мірою можуть визначати напрям свого пересування. Коли тварина скорочує концентричні та радіальні м'язи, об'єм води, що знаходиться під зонтиком, скорочується, вода викидається з-під нижньої частини купола, і медуза отримує рушійний імпульс в напрямку вершини купола. Циклічні скорочення та розширення купола рухають тварину вперед завдяки двом факторам: по-перше, верхня частина купола має обтічнішу форму; і по-друге, скорочення відбувається помітно швидше, ніж розслаблення. Також завдяки такому пульсуючому ритму скорочень медуза може пересуватись і в вертикальній площині. Вертикальні пересування спонукаються чутливими до світла примітивними очима, розподіленими по краю купола. Деякі медузи (наприклад, з роду Aurelia) занурюються на глибину поблизу полудня, коли сонце яскраво сяє, і підіймаються до поверхні вранці, ввечері та місячними ночами, коли світло не таке яскраве. Але, незважаючи на свою здатність до самостійного руху, пересування медуз найбільшою мірою залежить від морських течій, вітрів, припливно-відпливних явищ, а також вертикальних переміщень водних шарів (термічна або зумовлена солоністю циркуляція). Саме ці явища зумовлюють розповсюдження різних видів сцифоїдних в світовому океані.

## Нематоцисти
Однією з найважливіших характеристик всього типу Кнідарії є специфічні жалячі органели, які називаються нематоцистами. На теперішній час описано понад 30 типів нематоцистів, що використовуються як важлива систематична ознака. Нематоцисти загалом є найбільш різноманітним та поширеним видом кнід (від латинського cnidos — нитка; власне жаляча структура кнідарій, звідки вони й отримали свою назву).
Нематоцист знаходиться всередині клітини, яка називається кнідоцит, котра в більшості випадків несе на зовнішній поверхні виріст (кнідоциль), який працює як своєрідний «детонатор», що реагує на механічний контакт. Кнідоциль є модифікованою війкою. Деякі сцифоїдні мають досить потужні нематоцисти і використовують їх для полювання на невеликих риб, пелагічних ракоподібних (креветки) тощо.
Всього існують три типи кнід: спироцити, птикоцити та нематоцити. Спироцити, які мають клейку поверхню, знайдені тільки в типі Anthozoa (куди входять коралові поліпи та актинії). Птикоцити є найбільш вузько таксономічно розповсюдженими — вони знайдені тільки в ряді Ceriantharia типу Anthozoa. Їхньою функцією є захват та структуризація часток мулу, з яких потім формується «арматура», що вистилає та підтримує стінки норок цих риючих тварин. Нематоцисти притаманні всім класам, що входять в тип Кнідарії, але деякі з більш ніж тридцяти їхнів підтипів зустрічаються тільки у представників окремих класів.
Нематоцисти секретуються внутрішньоклітинною органелою — апаратом Ґольджі, що в спеціалізованих для такого синтезу клітинах зветься кнідобластом. Таким чином, жаляча кніда насправді є не клітинною органелою, а найскладнішим з відомих на теперішній час продуктів клітинного синтезу. Нематоцист, що може бути використаний лише один раз, вміщується всередині кнідобласта в спеціальну камеру. Жаляча структура може бути дещо різною у різних видів, але загалом складається з пустотілих, завитих спірально волокон, з виступаючими на поверхні шипами (див. мікрофотографію нижче).
Нематоцисти сконцентровані на щупальцях та ротових лопастях. Одне щупальце може налічувати сотні, або й тисячі нематоцистів, розташованих в його епітелії. Механічне подразнення нематоциста спонукає жалячу нитку до раптового вивільнення та розкручування, і в такі моменти тисячі нематоцитів спрацьовують як мікроскопічні гарпуни. Ступінь ураження жертви залежить від виду медузи, міцності покровів жертви та її чутливості до вприснутої нематоцистами отрути.

## Живлення
За поведінкою сцифоїдні є пасивними (тобто вони не вдаються до активного полювання), але досить ефективними хижаками. Основним їхнім харчовим ресурсом є зоопланктон. Будь-яка тварина, що рухається між щупальцями та/або ротовими лопастями медузи, активує жалячі клітини, що спричинює викид нематоцистів, які впиваються в потенційну здобич та вбризкують в ранку токсин, який знерухомлює або ж вбиває жертву. Після цього, використовуючи щупальця та ротові лопасті, медуза спрямовує здобич до рота. Ротовий отвір знаходиться в центрі нижньої поверхні купола та веде безпосередньо в кишкову порожнину.
Інші кишковопорожнинні, наприклад, з роду Aurelia, вдаються до так званого джгутиково-слизового способу харчування. Дрібні тварини та планктон налипають на їхні щупальця, а потім переносяться ними до ротових лопастей, і вже цими лопастями спрямовуються в кишкову порожнину. При цьому токи, що продукуються биттям джгутиків в борознах ротових лопастей, власне і спрямовують суб-мікроскопічні та мікроскопічні частинки їжі до ротового отвору.

## Таксономія
Клас сцифоїдні поділяється на 4 ряди, 24 родини та 71 рід, що налічують більш ніж 220 видів. Розподіл на найбільші таксономічні одиниці всередині класу — ряди — базується на морфологічних особливостях та розповсюдженні.